# William Forsythe
William „Bill” Forsythe (ur. 7 czerwca 1955 w Nowym Jorku) – amerykański aktor, także scenarzysta i producent, 
Występował w rolach gangsterów w filmach: Dawno temu w Ameryce (1984), Arizona Junior (1987), Dick Tracy (1990), Szukając sprawiedliwości (1991), Moja Ameryka (1992), Rzeczy, które robisz w Denver, będąc martwym (1995), Twierdza (1996) i Bękarty diabła (2005).

## Życiorys
Urodził się w Bedford-Stuyvesant, we wschodnim Brooklynie w Nowym Jorku w rodzinie pochodzenia włoskiego. We wczesnych latach jako nastolatek zaczął występować w lokalnych przedstawieniach. W wieku 17 lat pojawił się w ponad 40 spektaklach w różnych restauracjach, zanim przeniósł się do Los Angeles, aby zapoczątkować karierę filmową. Studiował aktorstwo w Beverly Hills Playhouse.
Pojawił się gościnnie w serialach: CHiPs (1982), Posterunek przy Hill Street (1983) i T.J. Hooker (1983). Szybko został obsadzony w filmach fabularnych, w tym Dawno temu w Ameryce (1984) Sergia Leone, Latarniowiec (1985) Jerzego Skolimowskiego, Arizona Junior (1987) Joela Coena obok Johna Goodmana, Nienawiść (Extreme Prejudice, 1987) z Nickiem Nolte jako sierżant Buck Atwater i Dick Tracy (1990) Warrena Beatty. Na planie dramatu sensacyjnego Zimny jak głaz (Stone Cold, 1991) poznał byłego gracza National Football League Briana Boswortha. Za drugoplanową rolę Blossa w melodramacie Taniec na wodzie (The Waterdance, 1992) z Erikiem Stoltzem i Helen Hunt został nominowany do Independent Spirit Awards. 
W 2008 trafił na scenę off-Broadwayu w przedstawieniu Bezwarunkowy. W serialu HBO Zakazane imperium (Boardwalk Empire, 2011–2013) wystąpił w roli gangstera Manny’ego Horvitza w Filadelfii.
Rozwiódł się z Melody Munyon, z którą ma trzy córki: Rebeccę (ur. 1990), Angelicę (ur. 1992) i Chloe Merritt (ur. 1993).

## Filmografia

### Filmy
- 1984: Dawno temu w Ameryce jako Philip 'Cockeye' Stein
- 1985: Latarniowiec jako Gene
- 1987: Arizona Junior jako Evelle Snoats
- 1989: Wiosenne wody jako książę Ippolito Połozow
- 1989: Kula w łeb jako Arthur Kressler, agent FBI
- 1990: Dick Tracy jako Flattop
- 1991: Szansa dla karierowicza jako Store Custodian
- 1991: Szukając sprawiedliwości jako Richie Madano
- 1992: Betty Lou strzela jako William 'Billy' Beaudeen
- 1992: Moja Ameryka jako J.D.
- 1992: Taniec na wodzie jako Bloss
- 1995: Zabójcza perfekcja jako William Cochran
- 1995: Rzeczy, które robisz w Denver, będąc martwym jako Francis „Wielki Niedźwiedź Franchise” Chiser
- 1996: Gotti (TV) jako Sammy Gravano
- 1996: Belfer jako Hollan
- 1996: Twierdza jako agent Ernest Paxton
- 1998: Dolar za martwego (TV) jako Doolay
- 1998: Hell’s Kitchen jako Lou Reilly
- 1999: Boski żigolo jako detektyw Chuck Fowler
- 1999: Diamentowa afera jako detektyw Hardcastle
- 2002: Dochodzenie jako Spyder
- 2005: Człowiek-rekin (TV) jako Tom Reed
- 2005: Bękarty diabła jako szeryf John Quincey Wydell
- 2006: Kolor zbrodni jako Boyle
- 2007: 88 minut jako Frank Parks
- 2010: Szanowny panie Gacy jako John Wayne Gacy
- 2011: Urodzony motocyklista (Born to Ride) jako Jack Steele
- 2019: Przykładny obywatel (Cold Pursuit) jako Brock „Wingman” Coxman

### Seriale
- 1983: Posterunek przy Hill Street jako Richard Brady
- 1993-94: Nietykalni jako Al Capone
- 2002: John Doe jako Digger
- 2011–2013: Zakazane imperium jako Manny Horvitz
- 2011–2012: Mentalista jako Steve Rigsby
- 2012–2013: Lekarz mafii jako Constantine Alexander
- 2014: Justified: Bez przebaczenia jako Michael
- 2015-2017: Hawaii Five-0 jako Harry Brown
- 2016: Daredevil jako Dutton
- 2017: Chicago Justice jako David Zachariah
- 2017: Zabójcze umysły: poza granicami jako Oleg Antakov
- 2018: Człowiek z Wysokiego Zamku jako J. Edgar Hoover
- 2019: Magnum: Detektyw z Hawajów jako prywatny detektyw Harry Brown